# HIARCS
HIARCS är ett kommersiellt schackprogram för datorer, utvecklat av engelsmannen Mark Uniacke. Namnet är en akronym som står för Higher Intelligence Auto-Response Chess System.

## Översikt
Den första versionen av programmet släpptes 1980. Versionen Deep HIARCS 11 var den första versionen med stöd för multiprocessor- och flerkärniga processorer, och släpptes i december 2006. Versionen Deep HIARCS 14 är under utveckling.

## Tillgänglighet
HIARCS är tillgängligt för iOS, Mac OS, Palm OS, Windows och Windows Mobile.

## Prestanda och riktmärken
År 1993 vann HIARCS ett mästerskap för schackdatorer och schackprogram, World Microcomputer Chess Championship. I januari 2003 spelade HIARCS en match över fyra partier mot stormästaren Jevgenij Barejev, då nummer 8 på världsratinglistan. Samtliga partier slutade i remi, och matchen slutade alltså oavgjort.
Sedan 2005 anses det vara det starkaste schackprogram som finns för handhållna enheter – främst mobiltelefonerer och surfplattor. I konkurrens med 62 andra schackprogram listas HIARCS som det starkaste på Svenska schackdatorföreningens (SSDF) lista över schackprogram för handhållna enheterschack program. HIARCS har bibehållit en topp-5-placering eller bättre i SSDF ratinglista under längre tid än någon annan schackmotor. HIARCS 10 är också den motor som används i schackprogrammet Pocket Fritz 3.
Hiarcs 13 är den schackmotor som används i Pocket Fritz 4. Skaparen och programmeraren Mark Uniackes nuvarande prioritering i utvecklingen av HIARCS är att försöka finna metoder för att låta programmet spela på ett vis som mera liknar människors spelstil, snarare än den ibland lite väl "tekniska" spelstil som schackprogram  ofta har.